# Congresul de la Viena

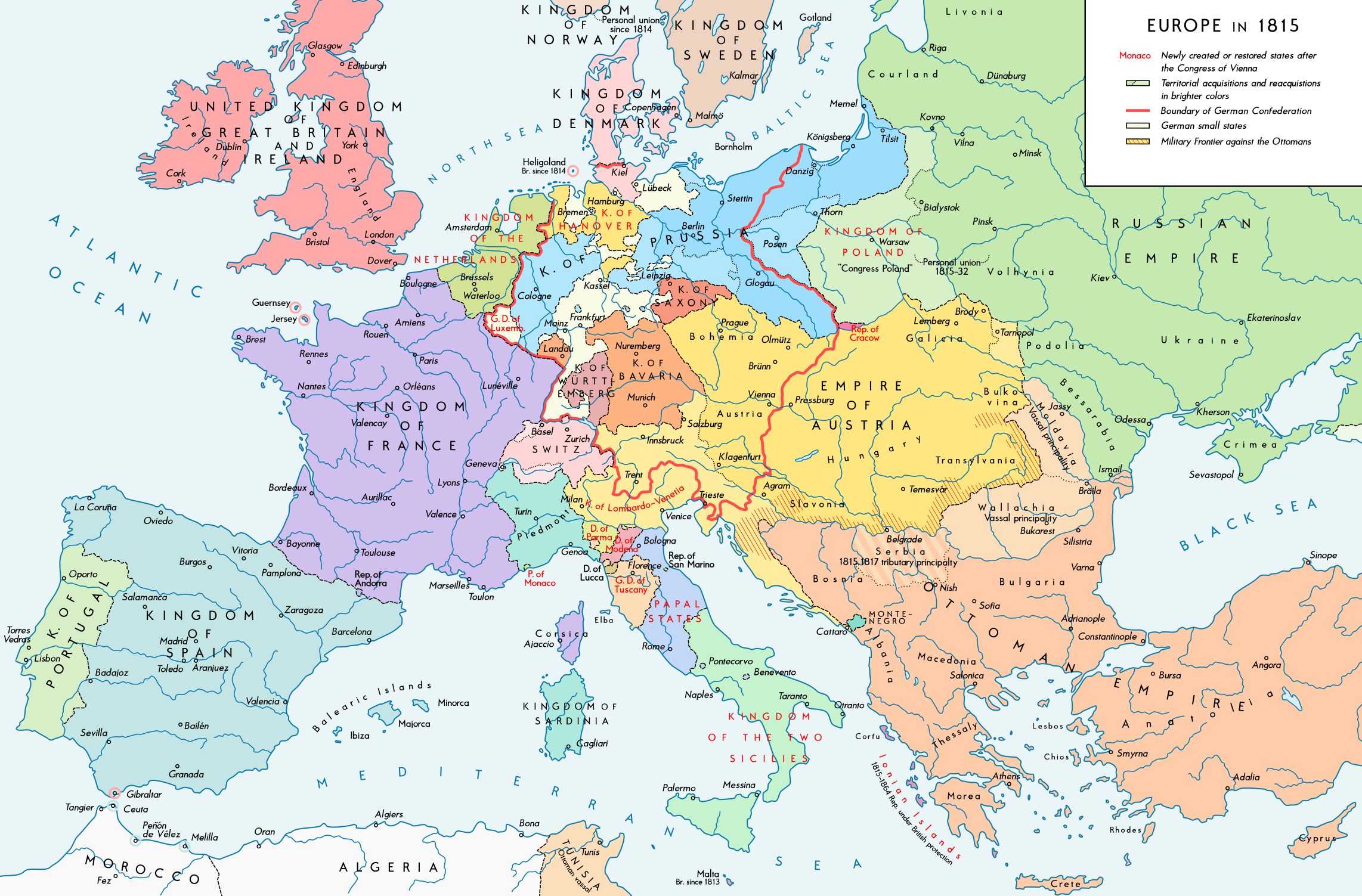
Granițele națiunilor europene stabilite de Congresul de la Viena

Congresul de la Viena (în germană Wiener Kongress) a fost o conferință a ambasadorilor statelor europene prezidată de omul de stat austriac Klemens von Metternich,  care și-a desfășurat lucrările în Viena în mod oficial din noiembrie 1814 până în 1815. De fapt, delegațiile sosite la Viena începuseră să negocieze în mod neoficial încă din septembrie 1814. Obiectivul Congresului era găsirea unei soluții pentru asigurarea unei păci pe termen lung pentru Europa, prin rezolvarea unor probleme importante apărute după încheierea războaielor  Revoluției Franceze și  a celor  napoleoniene. Obiectivele Congresului nu erau doar simpla reinstaurare a ordinei conservatoare și  restabilire a vechilor regimuri absolutiste, dar și revenirea la vechile frontiere și redimensionarea marilor puteri, astfel încât să fie capabile să se contrabalanseze reciproc și, prin aceasta, să asigure păstrarea păcii. Liderii prezenți la Congres erau conservatori, care se opuneau republicanismului și spiritului revoluționar,  tendințe care amenințau status quoul în Europa. Franța a pierdut toate cuceririle făcute în ultimul timp, în vreme ce Prusia, Imperiul Austriac și Imperiul Rus au câștigat teritorii importante. Prusia a încorporat micile state germane din vest, Pomerania Suedeză și aproximativ 60% din Regatul Saxoniei. Austria a primit Veneția și cea mai mare parte a Italiei de nord. Rusia a ocupat părți din Polonia. Regatul Țărilor de Jos, care apăruse pe harta politică a Europei doar cu câteva luni mai înainte, a inclus și teritoriul care aparținuse Austriei și care în 1830 avea să devină ceea ce este în zilele noastre Belgia.

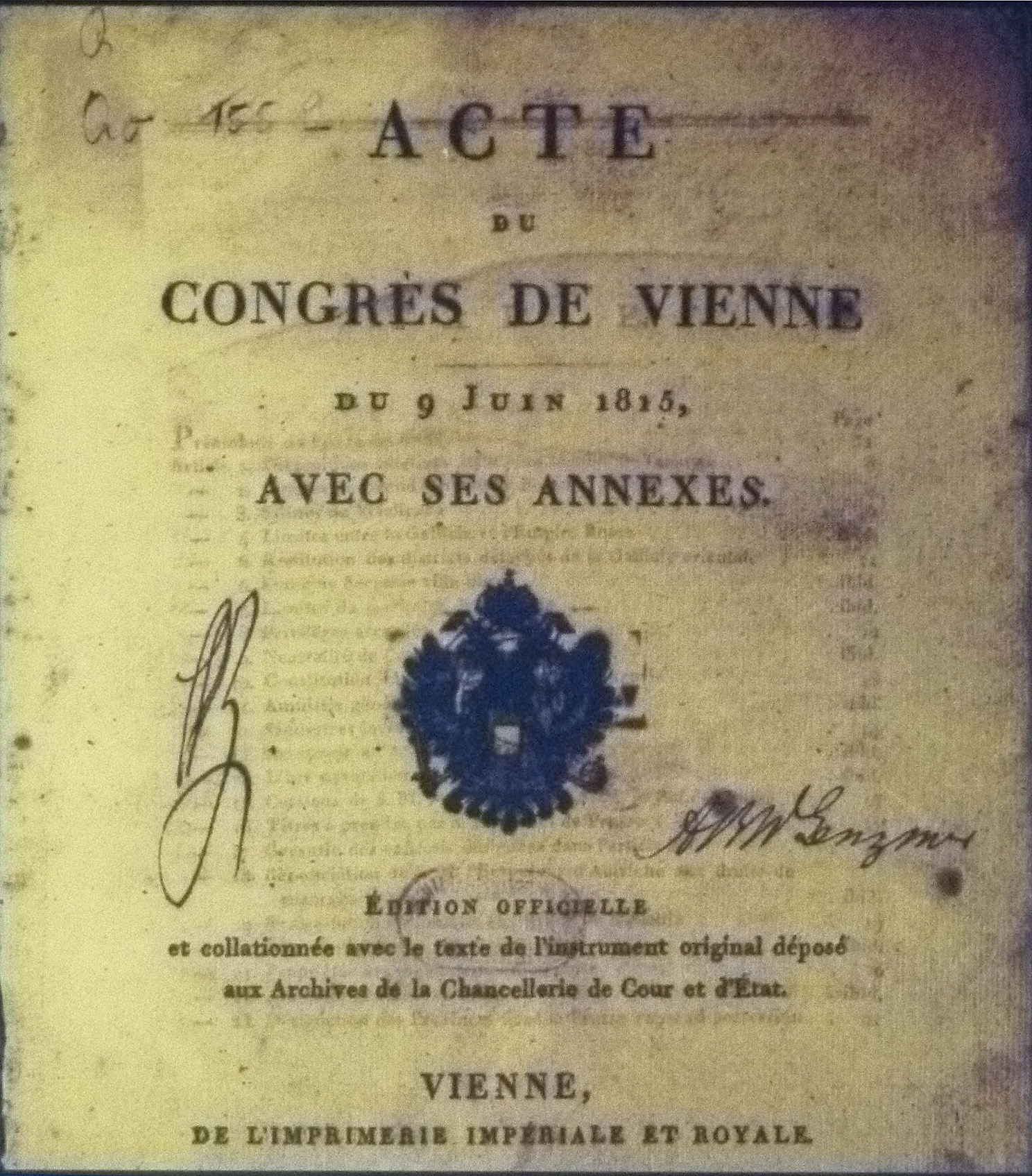
Pagina de titlu al Actelor Congresului de la Viena

Contextul politic general l-a reprezentat înfrângerea Franței napoleoniene și semnarea  Tratatului de la Paris din mai 1814, care au pus capăt unei epoci de războaie neîntrerupte de aproape 25 de ani. Negocierile au continuat în ciuda izbucnirii unui nou conflict odată cu reîntoarcerea spectaculoasă din exil a lui Napoleon și recucerirea puterii de către acesta în timpul celor o sută de zile din martie până în iulie 1815. Actul final al Congresului a fost semnat la nouă zile mai înainte de înfrângerea lui Napoleon în Bătălia de la Waterloo de pe 18 iunie 1815.
Cuvintele cheie ale Congresului au fost „restaurație” și „legitimism”. Restaurația a constat în readucerea pe tron a dinastiilor care fuseseră îndepărtate în urma unor revoluții sau a altor evenimente, iar legitimismul era o teorie monarhică ce considera drept principiu fundamental al statului dreptul la tron al dinastiilor legitime și puterea absolută a acestora. Congresul este criticat de cele mai multe ori pentru suprimarea mișcărilor de emancipare națională și a celor liberal-democratice. Totuși, există și tabăra celor care subliniază că au fost create condițiile pentru instaurarea unei stabilități relative pe termen lung și a condițiilor de pace în cea mai mare parte a Europei.
Din punct de vedere strict tehnic, negocierile de la Viena nu au fost un congres în adevăratul înțeles al cuvântului. Nu a existat nicio întâlnire în plen, cele mai multe discuții au avut un caracter neoficial, bilateral, între reprezentanții marilor puteri – Austria, Regatul Unit, Franța, Rusia și, în unele cazuri, Prusia, cu participarea sporadică a delegațiilor din alte state. Pe de-o parte, congresul a fost prima ocazie din istoria de până atunci în care reprezentanții națiunilor unui continent s-au întâlnit pentru negocierea unor tratate în loc să schimbe mesaje între capitale. Aranjamentele stabilite la Congresul de la Viena, în ciuda unor modificări ulterioare, au format cadrul politicii internaționale europene până la izbucnirea primei conflagrații mondiale în 1914.

## Pregătirile
Tratatul de la Chaumont din 1814 a oficializat deciziile care fuseseră deja luate și care aveau să fie ratificate de Congresul de la Viena din 1814-1815. Printre ele se numărau formarea unei Germanii confederate, împărțirea Italiei în state independente, restaurarea dinastiei Burbon în Spania, lărgirea granițelor Olandei prin includerea a teritoriului care în 1830 avea să devină Belgia modernă. Tratatul de la Chaumont a devenit baza unei alianțe europene care a asigurat balanța puterii pentru următoarele decenii. Alte soluții parțiale fuseseră găsite deja în timpul negocierilor Tratatului de la Paris dintre Franța și a Șasea Coaliție și Tratatului de la Kiel, care a rezolvat problemele cu privire la Scandinavia. În timpul negocierilor de la Paris s-a hotărât că trebuie să fie convocat un „congres general” care să aibă loc la Viena, iar invitate ar trebui să fie „toate puterile din ambele tabere angajate în actualul război” Începutul congresului a fost programată pentru iulie  1814.

## Participanți

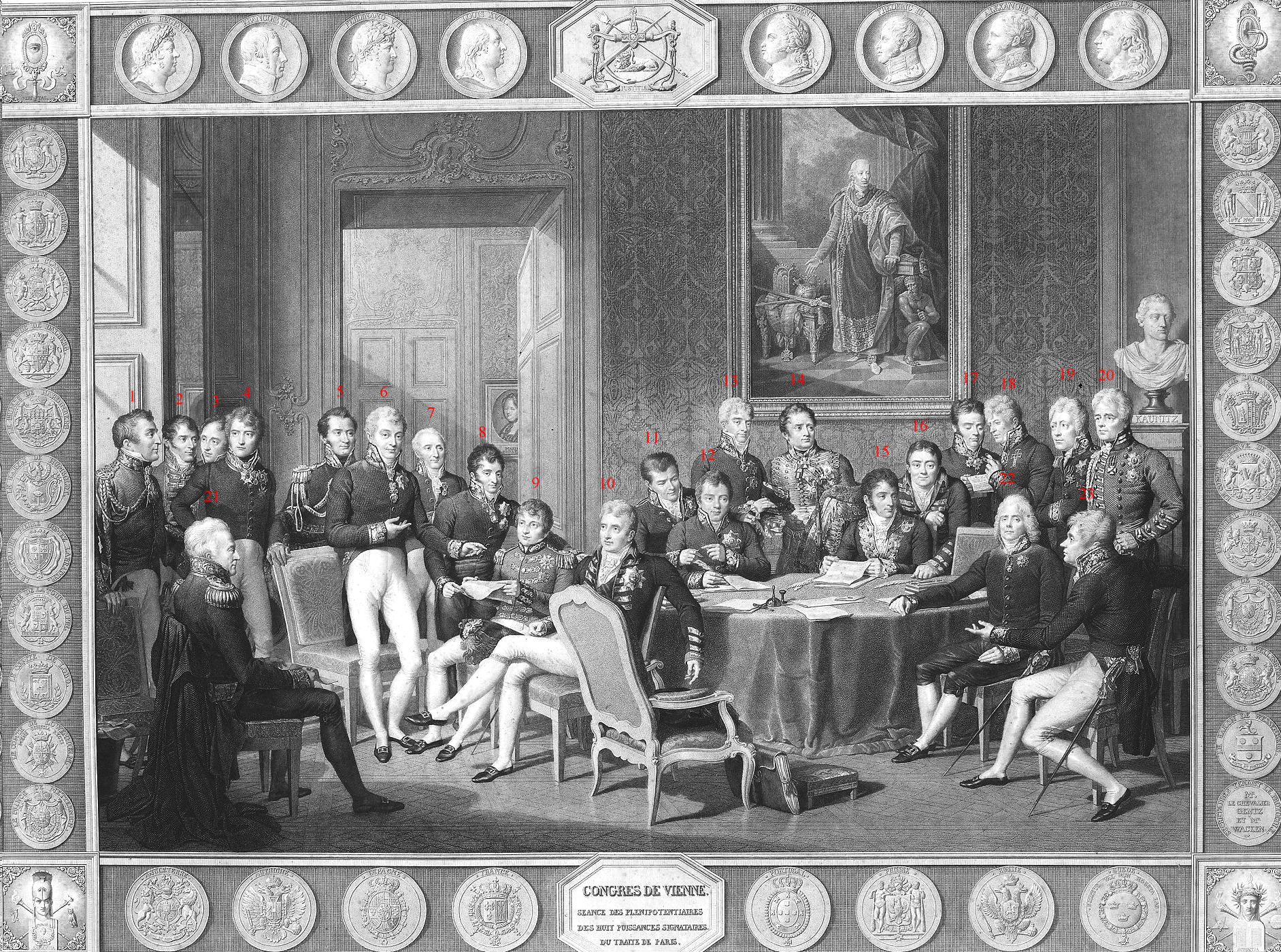
1. UK Arthur Wellesley
2. Joaquim Lobo da Silveira
3. António Saldanha da Gama
4. Carl Löwenhielm
5. Jean de Noailles
6. Klemens Wenzel von Metternich
7. André Marie Jean Jacques Dupin
8. RUS Karl Nesselrode
9. Pedro de Sousa Holstein
10. UK Robert Stewart
11. Emmerich Joseph de Dalberg
12. Johann von Wessenberg
13. RUS Andrei Razumovski
14. UK Charles William Vane
15. Pedro Gómez Labrador
16. UK Richard Trench
17. Wacken (jurist)
18. Friedrich von Gentz (secretarul Congresului)
19. Wilhelm von Humboldt
20. UK William Cathcart
21. Karl August von Hardenberg
22. Charles-Maurice de Talleyrand-Périgord
23. RUS Gustav Ernst von Stackelberg

În timpul congresului au avut loc mai multe întâlniri oficiale a grupurilor de lucru. Totuși, o mare parte a congresului s-a desfășurat neoficial în saloane, la banchete și baluri. 

### Cele patru mari puteri  și Franța Bourbonilor
Cele patru mari puteri au fost cele care au format nucleul celei de-a Șasea Coaliții. În condițiile în care se prefigura înfrângerea finală a lui Napoleon, cele patru puteri și-au subliniat poziția comună în la  Chaumont (martie 1814), după care au negociat condițiile păcii la Paris  (1814) cu Bourboni, după revenirea acestei dinastii pe tron. 
- Austria a fost reprezentată de ministrul de externe Klemens Wenzel von Metternich și de adjunctul acestuia,  Johann von Wessenberg-Ampringen. Pe toată durata desfășurării congresului, împăratul Francisc I al Austriei a fost ținut la curent cu privire la desfășurarea negocierilor.
- Regatul Unit a fost reprezentat de Secretarul de stat pentru afaceri străine  Robert Stewart și, după reîntoarcerea acestuia în Anglia în februarie  1815, de  Arthur Wellesley, duce de Wellington. În ultimele săptămâni ale congresului, după ce ducele de Wellington a părăsit congresul în timpul „celor o sută de zile”, Regatul Unit a fost reprezentat de Richard Trench.
- Țarul Alexandru I controla delegația rusă, care era condusă în mod oficial de ministrul de externe Karl Robert Nesselrode. Țarul urmărea două obiective principale: obținerea controlului asupra Poloniei și obținerea unui acord pentru coexistența pașnică a puterilor europene. El a reușit să formeze Sfânta Alianță (1815), o mișcare monarhistă și anti secularistă, care își propunea să combată orice mișcare revoluționară sau republicană.[8]
- Prusia a fost reprezentată de cancelarul Karl August von Hardenberg și de diplomatul și omul de știință Wilhelm von Humboldt. regele Frederic Wilhelm al III-lea al Prusiei se afla de asemenea la Viena, fără însă să participe în mod oficial la negocieri.
- Franța, a „cincea” putere, era reprezentată de ministrul de externe,  Talleyrand, și de ministrul plenipotențiar, ducele Dalberg.  Talleyrand negociase termenii tratatului de la Paris din 1817 pentru Ludovic al XVIII-lea al Franței. Regele nu avea însă încredere în ministrul său de externe și a avut un schimb de mesaje secrete cu Metternich.[9]

### Alți semnatari ai Tratatului de la Paris
Următoarele state nu au semnat Tratatul de la Chaumont, dar l-au semant pe cel de la Paris:
- Spania – Pedro Gómez Labrador
- Portugalia –  Pedro de Sousa Holstein; António Saldanha da Gama; Joaquim Lobo da Silveira.[10][11]
- Suedia – Carl Löwenhielm

### Alții
- Danemarca – ministrul de externe Niels Rosenkrantz.[12] Regele Frederick VI a fost de asemenea prezent în Viena.
- Regatul Țărilor de Jos – ambasadorul britanic la curtea olandeză, Richard Trench,[13][14] și Hans von Gagern[15]
- Elveția – fiecare canton a avut propria delegație. Charles Pictet de Rochemont, delegat din Geneva, a jucat un rol de primă importanță la negocieri.[16]
- Statele Papale – cardinalul Ercole Consalvi[17]
- Republica Genova – Agostino Pareto, senator al republicii.
- În problemele germane,
  - Bavaria – Maximilian Graf von Montgelas
  - Württemberg – Georg Ernst Levin von Wintzingerode
  - Hanovra, în acele timpuri aflat în uniune personală cu coroana britanică – Georg Graf zu Münster. (regele George al III-lea a refuzat să recunoască desființarea Sfântului Imperiu Roman în 1806 și a menținut, dată fiind calitatea lui de Prinț elector de Hanovra, o echipă diplomatică care să conducă afacerile domeniului familiei, Principatul Braunschweig-Lüneburg, până la finalizarea Congresului și înființarea Regatului Hanovrei.)
  - Mecklenburg-Schwerin – Leopold von Plessen[18]

Practic fiecare stat european și-a trimis delegații la Viena – peste 200 de state și case princiare au fost reprezentate la Congres.  În plus, au participat și reprezentanți ai orașelor, corporațiilor, organizațiilor religioase și ai unor grupuri de interese – de exemplu o delegație a publiciștilor germani, care cereau legiferarea drepturilor de autor și a libertății presei. Congresul a rămas cunoscut pentru petrecerile sale. În epocă circula o glumă celebră, conform căreia lucrările congresului nu avansau, ci dansau.

## Rolul lui Talleyrand

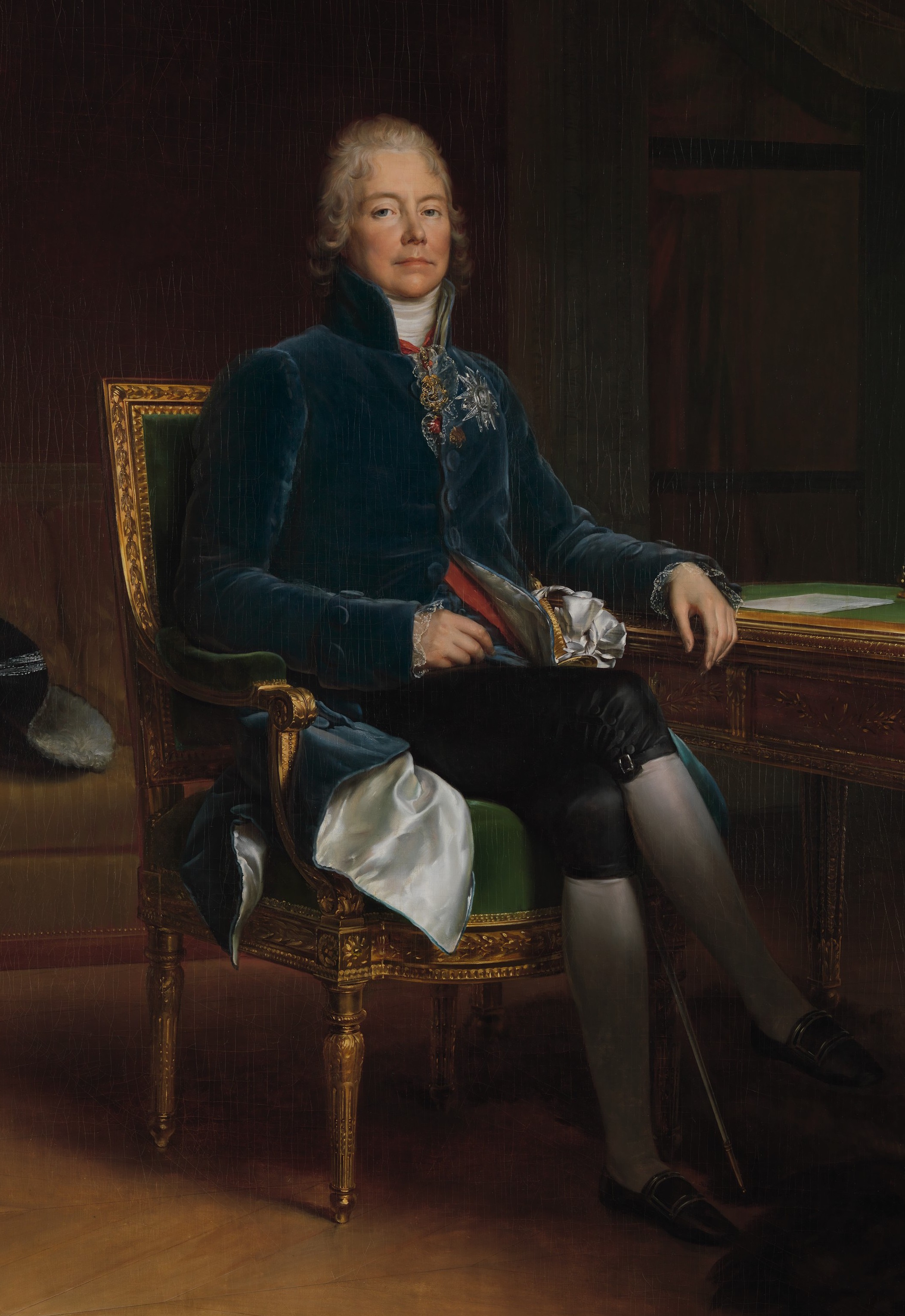
Talleyrand a demonstrat capacități remarcabile de negociator pentru apărarea intereselor franceze

La început, reprezentanții celor patru mari puteri victorioase au sperat că pot exclude Franța de la participarea la toate negocierile, dar Talleyrand a reușit să se insinueze cu măiestrie diplomatică în cercurile interne ale congresului încă din primele săptămâni ale negocierilor. El s-a aliat cu un „Comitet al celor opt puteri mici” (printre care se aflau Spania, Suedia și Portugalia) pentru implicarea activă la toate nivelurile Congresului. După ce Talleyrand a reușit ca acceadă la negocierile principale, el a părăsit acest Comitet, abandonându-și aliații. 
Indecizia marilor puteri vizavi de modul în care aveau să își negocieze interesele fără să provoace o reacție unită din partea puterilor mai puțin importante a dus la convocarea unei conferințe preliminare asupra protocolului, la care, pe 30 noiembrie 1814, au fost invitați Talleyrand și reprezentantul Spaniei, Pedro Gómez Labrador.

Secretarul congresului, Friedrich von Gentz, avea să noteze: 
„Intervenția lui Talleyrand și Labrador ne-a dat peste cap cu desăvârșire toate planurile. Talleyrand a protestat împotriva procedurii și ne-a mustrat serios timp de două ore. A fost o scenă pe care nu o voi uita niciodată.”
  Reprezentanții jenați ai aliaților au răspuns că documentul pe care îl depuseseră cu privire la protocol nu avea practic nicio valoare. „Dacă el înseamnă atât de puțin, de ce l-ați semnat?” a izbucnit Labrador.
Politica lui Talleyrand, care era guvernată atât de dorința de apărare a interesului național dar și de ambiția personală, presupunea păstrarea unor relații amiabile, dar nu și strânse, cu Labrador, pe care politicianul francez îl privea cu mare încredere. Labrador avea să remarce mai târziu în ceea ce îl privește pe Talleyrand: „acel infirm, merge din păcate la Viena.” 
Talleyrand a eliminat articolele suplimentare sugerate de Labrador – el nu era dispus să îi predea pe cei 12.000 de afrancesados – refugiați spanioli, profrancezi, care îi juraseră credință lui Joseph Bonaparte – nici numeroasele documente, cărți, picturi și alte opere de artă care fuseseră jefuite din arhivele, palatele, bisericile și catedralele spaniole.

### Criza polono-saxonă
Subiectul cel mai sensibil discutat la congres a fost așa numita Criză polono-saxonă. Rusia dorea să aibă controlul asupra celei mai mari părți a Poloniei, iar Prusia dorea să ocupe toată Saxonia, al cărui rege se aliase cu Napoleon. Împăratul Rusiei urma să fie proclamat rege al Poloniei.  Austria de temea că Rusia ar fi devenit astfel prea puternică, un punct de vedere împărtășit și de Anglia. Ca urmare, negocierile au ajuns într-un punct mort. Talleyrand a propus o soluție: dacă Franța ar fi fost primită în cercul celor puternici, atunci ar fi sprijinit poziția Austriei și Regatului Unit. Cele trei națiuni au semnat un tratat secret pe 3 ianuarie 1815, care prevedea ca cei trei să intre în război împotriva Rusiei și Prusiei, dacă era nevoie, pentru împiedicarea realizării planului ruso-prusac.
Când țarul a aflat despre semnarea tratatului secret, el a fost de acord pe 24 octombrie 1815 cu o soluție de compromis, care a satisfăcut toate părțile implicate. Rusia primea controlul asupra Ducatului Varșoviei creat pe vremea lui Napoleon, redenumit acum Regatul Poloniei, țarul fiind proclamat rege, care guverna un stat independent de Rusia. Rusia nu a primit și Provincia Posen (Poznań), care a fost cedat Prusiei ca Marele Ducat al Posenului, nici Kraków (Cracovia), care a fost proclamat oraș liber.  Mai mult, rușii nu au putut să unească noile domenii ocupate cu părțile din Polonia pe care le incorporaseră deja în imperiu în ultimul deceniu al secolului al XVIII-lea. Prusia a primit cam 60% din Saxonia, teritoriu redenumit ca Provincia Saxoniei, restul rămânând sub controlul regelui Frederick Augustus I cu numele de Regatul Saxoniei.

## Actul final al Congresului

Teritoriile rămase sub controlul francez în 1814, dar pe care le-a pierdut după „cele 100 de zile”

Actul final, care cuprindea toate tratatele separate negoicate până atunci, a fost semnat pe 9 iunie 1815 (cu doar câteva zile mai înainte de bătălia de la Waterloo). Cele mai importante prevederi erau următoarele:
- Rusia primea cea mai mare parte a Ducatului Varșoviei și păstra în continuare controlul asupra Finlandei (care fusese anexat de la Suedia în 1809 și asupra căruia rușii au exercitat controlul până în 1917).
- Prusia a primit 3/5 din Saxonia, părți ale Ducatului Varșoviei (Marele Ducat al Posenului), Danzigul și Renania/ Westfalia.
- A fost creată Confederația Germană formată din 39 de state din fostele 300 de state ale Sfântului Imperiu Roman sub conducerea împăratului Austriei. Doar părți ale teritoriului Austriei și Prusiei au fost incluse în Confederație.
- Țările de Jos și Țările de Jos de Sud (aproximativ teritoriul Belgiei contemporane) au fost unite într-o monarhie, Regatul Unit al Țărilor de Jos, cu un rege din Casa de Oranje-Nassau.
- Pentru compensarea pierderilor casei de Oranje-Nassau a teritoriilor Nassau în favoarea Prusiei, Regatului Unit al Țărilor de Jos și Marele Ducat al Luxemburgului urmau să formeze o uniune personală sub casa de Oranje -Nassau, cu Luxemburgul (dar nu și Țările de Jos) parte a Confederației Germane.[29]
- Pomerania Suedeză, cedată Danemarcei cu un an mai înainte la schimb cu Norvegia, a fost cedată de danezi Prusiei. Franței i-a fost retrocedată de către Suedia Guadelupa în schimbul plății casei regale suedeze a unor rate anuale (Fondul Guadelupa – Guadeloupefonden)
- Neutralitatea Elveției a fost garantată.
- Hanovra a cedat Ducatul Lauenburg în favoarea Danemarcei, dar a primit în schimb fostele teritorii ale Diocezei de Münster și Frislanda de Est din partea Prusiei și a fost transformată în regat.
- Au fost recunoscute câștigurile teritoriale (sau cea mare parte a acestora) ale Bavariei, Württembergului, Badenului, Hesse-Darmstadtului și Nassaului în timpul reorganizărilor din 1801–1806. Bavaria a preluat controlul asupra Rhenish Palatinate și asupra unor părți ale  Ducatului  Würzburg și Marelui Ducatului Frankfurt. Hesse-Darmstadt, după ce a cedat Ducatul Westphalia în favoarea Prusiei, a primit la schimb Rheinhessen și orașul său capitală, Mainz.
- Austria a recăpătat controlul asupra  Tirolului și Salzburgului, asupra fostelor provincii din Iliria și a districtului Ternopil (cedat de Rusia). De asemenea a primit teritoriile Lombardiei și Veneției din Italia și Ragusei în Dalmatia. Fostul teritoriu austriac din sud-vestul Germaniei a rămas sub controlul Baden-Württembergului. În plus, a fost pierdută  Țările de Jos austriece.
- Prinții casei de Habsburg au recăpătat controlul asupra Ducatelor Toscanie și Modenei.
- Statele Papale au rămas sub stăpânirea papei, iar granițele anterioare au fost restabilite, cu excepția Avignonul și Comtatul Venaissin, care au rămas parte a Franței.
- Britanicilor li s-a confirmat controlul asupra Coloniei Capului în sudul Africii, a insulelor Tobago și Ceylon și a altor colonii din Africa și Asia. Alte colonii, printre cele mai importante fiind Indiile de Est Olandeze și Martinica, au fost retrocedate vechilor stăpâni.
- Regele Sardiniei a recăpătat controlul asupra Piemontului, Nisei, Savoiei și  Genova (punând capăt existenței unei republici efemere).
- Ducatele Parma, Piacenza și Guastalla au fost cedate lui Marie Louise, soția lui Napoleon Bonaparte.
- A fost creat Ducatul Lucca pentru casa de Bourbon-Parma, care avea să dețină controlul și asupra Parmei, după moartea ducesei Marie Louise.
- Regele Siciliei, membru al casei Bourbon, Ferdinand I, a reprimit controlul asupra Regatul de Neapole, după ce Joachim Murat, regele instalat de Bonaparte, l-a sprijinit pe  Napoleon în cele 100 de zile și a declanșat un război împotriva Austriei.
- Comerțul cu sclavi a fost condamnat în mod oficial.
- A fost garantată libertatea navigației pe mai multe râuri, cele mai importante fiind Rin și Dunărea.

Actul final a fost semnat de reprezentanții Austriei, Franței, Portugalia, Prusiei, Rusiei, Suedia-Norvegia și Regatul Unit. Spania nu a semnat tratatul, dar l-a ratificat în 1817.

### Alte modificări

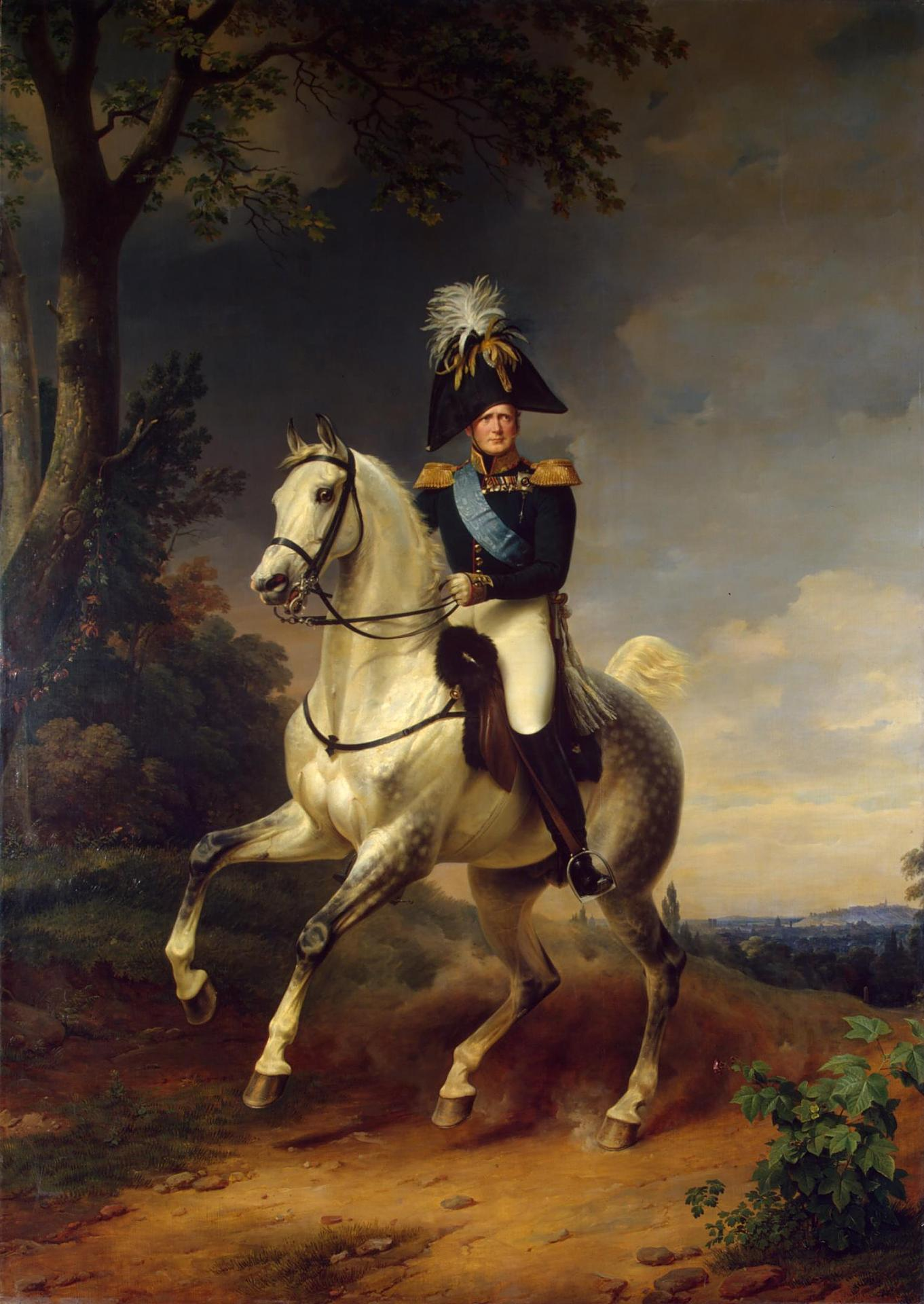
Țarul Alexandru I al Rusiei s-a considerat garantul securității europene

Principalele rezultate ale congresului, în afară de confirmarea retrocedării teritoriilor anexate de Franța în perioada 1795–1810, situație consfințită de altfel prin  Tratatul de la Paris, au fost creșterea teritoriului Rusiei, (care a ocupat cea mai mare parte a Ducatului Varșoviei)  și Prusiei, care a primit districtul Poznań, Pomerania Suedeză, Westfalia și Renania. A fost confirmată consolidarea statală germană – din  cele aproape 300 de entități ale Sfântului Imperiu Roman dizolvat în 1806 au rămas 39, dintre care patru orașe liber, care au format o structură mult mai puțin complexă și mai ușor guvernabilă. Aceste state au format Confederația Germană, o structură politică destul de lejeră, aflată sub conducerea Austriei și Prusiei. 
Reprezentanții puterilor participate la Congres au căzut de acord asupra unui mare număr mare de schimburi teritoriale. Prin Tratatul de la Kiel, Norvegia a fost cedată de Danemarca-Norvegia regelui Suediei. Acest transfer a fost evenimentul care declanșat mișcarea naționalistă care a dus la proclamarea Regatului Norvegiei pe 17 mai 1814 și, mai apoi, la  uniunea personală cu Suedia. Austria a primit Lombardia și veneția din nordul Italiei, în vreme ce cea mai mare parte a zonei nodic-centrale a Italiei a revenit dinastiilor Habsburgice - Marele Ducat de Toscana, Ducatul de Modena și Reggio și Ducatul Parmei.
Controlul papei asupra Statele Papale a fost restaurat. Regatului Piedmont-Sardinia i-au fost retrocedate principalele posesiuni continentale și a primit și controlul Republicii Genova. În sudul peninsulei, Joachim Murat, cumnatul lui Napoleon, a rămas inițial pe tronul Regatul de Neapole, dar sprijinul acordat lui Napoleon în timpul celor 100 de zile a condus la înlăturarea lui de la putere și restaurarea dinastiei Bourbon prin regele Ferdinand IV.
A fost format un Regat Unit al Țărilor de Jos cu frontiere lărgite pentru Casa de Orania, regat format din vechile  Republici ale celor Șapte Provincii Unite ale Țărilor de Jos și fostele teritorii controlate de Austria ale Țărilor de Jos de Sud. Au existat și alte modificări teritoriale mai puțin importante – câștiguri teritoriale pentru regatele germane aleHanovrei (care a primit Frislanda de Est de la  Prusia și câteva regiuni mai puțin întinse în nord-vestul Germaniei) și Bavariei (care a primit  Regiunea Palatinului și teritorii în Franconia). Ducatul Lauenburg a fost transferat de la Hanovra la Danemarca, iar Prusia a anexat Pomerania Suedeză. Elveția și-a mărit teritoriul, iar neutralitatea acesteia a fost garantată. Mercenarii elvețieni au jucat un rol esențial în războaiele europene pentru mai multe sute de ani – Congresul a făcut toate eforturile pentru ca să pună capăt acestei activități războinice. 
În timpul unui șir de războaie, Portugalia pierduse orașul Olivença în favoarea Spaniei și a făcut eforturi la congres să îl recupereze. Portughezii erau din punct de vedere istoric cel mai vechi aliat al britanicilor și, cu sprijinul acestora au obținut retrocedarea orașului, consfințită în articolul 105 al Actului Final, care stabilea că participanții la Congres „au considerat că ocuparea orașului Olivença este ilegală și au recunoscut drepturile Portugaliei”. Portugalia a ratificat Actul Final în 1815, dar Spania a refuzat să îl semneze, acesta devenind cea mai importantă reacție împotriva hotărârilor Congresului de la Viena. În cele din urmă, spaniolii au decis până la urmă că este mai bine să fie parte a Europei, decât să păstreze o poziției singulară, și au acceptat pe 7 mai 1817 prevederile tratatului. Totuși, orașul  Olivença și regiunea înconjurătoare nu fost returnate Portugaliei, iar această chestiune este nerezolvată nici în ziua de azi. Britanicii au primit o părți ale Indiilor Occidentale, cedate de Olanda și Spania și a păstrat controlul asupra fostelor colonii olandeze Ceylon și Colonia Capului, dar și asupra insulelor Malta și Helgoland. Prin Tratatul de la Paris din 1815, britanicii au obținut protectoratul asupra Statelor Unite ale Insulelor Ionice și insulelor Seychelles.

## Consecințe

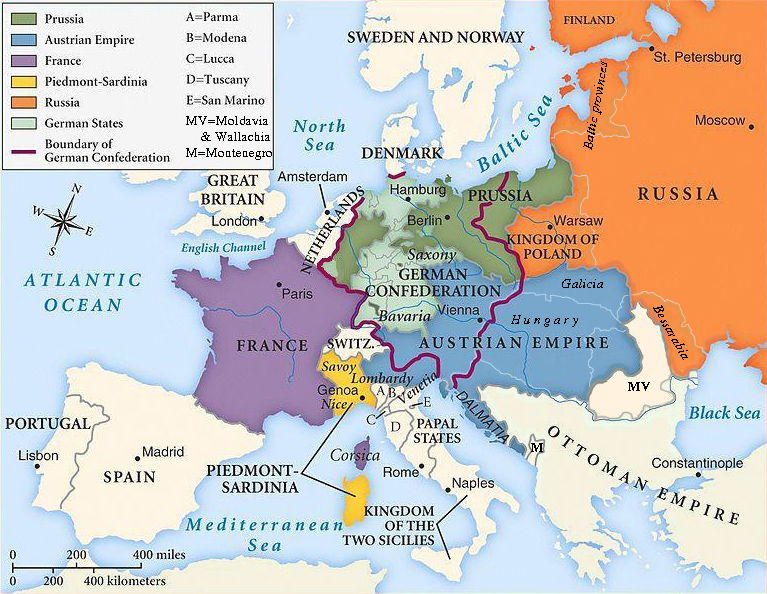
Europa dupǎ Congresul de la Viena

Congresul de la Viena a instituit o nouă ordine în care Europa era sub controlul unui ansamblu de patru puteri: Austria, Prusia, Rusia și Anglia. Pentru a păstra vechile regimuri dinastice, neluând în seamă dorințele și aspirațiile națiunilor care doreau să-și creeze state proprii, naționale, monarhii Prusiei, Austriei și Rusiei creau în 1815 Sfânta Alianță, un pact de asistență mutuală între monarhii absoluți europeni îndreptată împotriva frământărilor revoluționare și care, până în 1823, a permis înăbușirea tuturor mișcărilor liberale sau naționale europene. Tratatul „Sfintei Alianțe” a fost semnat la 26 septembrie 1815, la originea lui aflându-se țarul Alexandru I al Rusiei, tratatul aducând alături de țar pe împăratul Francisc I al Austriei și pe regele Frederic Wilhelm al III-lea al Prusiei. Chiar dacă textul „Sfintei Alianțe” era ambiguu și nu aducea precizări practice care să asigure prevenirea unui nou conflict european, fiind doar un îndemn la sprijin reciproc bazat pe dogmele creștine de iubire de oameni și existența unui singur Dumnezeu pentru toate popoarele, însemnătatea acestui tratat este deosebită, deoarece marchează încercarea Marilor Puteri europene de a înceta conflictele majore. „Aerul mistic” al tratatului a fost sugerat de țarul Alexandru I, însă rolul practic, foarte important, l-a avut cancelarul Austriei, Metternich, a cărui operă este „Noua Europă”, care se întemeiază pe marile principii ale legitimității, dar este și o încercare de a realiza o hartă mai rațională a Europei și de a organiza „Concertul European”. Marile puteri victorioase își arogau dreptul de a interveni pentru menținerea pseudo-echilibrului european realizat la Viena și să pună sub observație Franța, acea „peșteră de unde suflă vântul ce răspândește moartea asupra corpului social”. 
Congresul de la Viena a deschis o nouă eră în istoria continentului prin care s-a pus capăt ultimei încercări a Franței de a-și impune hegemonia asupra Europei. Din punct de vedere al securității europene, Congresul de la Viena, din 1814-1815, reprezintă o noutate absolută, constituindu-se într-o primă încercare a unui organism politic de securitate. Fără a încheia un tratat formal, prin instituția Congresului, marile puteri europene au ajuns la un consens, în sensul de a-și respecta reciproc interesele, fiecare în interiorul propriilor granițe și în zonele adiacente de interes, adică a sferelor de influență în accepțiunea modernă a sintagmei. Consensul marilor puteri, respectiv, Marea Britanie, Rusia, Austria și Prusia, avea să fie consemnat de istorie ca fiind „Concertul European”, având rolul de a asigura menținerea echilibrului de forțe în Europa și, pe acest fond, asigurarea stabilității și păcii. 

### Structura socială a statelor
Hotărârile Congresului de la Viena au reprezentat ultima răbufnire a feudalismului în Europa. Luptele ulterioare care au avut loc în statele acestui continent s-au dat între vechiul regim aristocratic și noul regim democratic. Aceste lupte au impus principiul egalității în locul privilegiilor și vechilor ierarhii, iar dogmatismul clerical și regal a fost înlocuit cu libertatea de gândire și de exprimare, în timp ce imobilismului economic i-a luat locul libera concurență.
În fruntea numeroaselor mișcări sociale revoluționare s-a situat burghezia, care era interesată în toate aceste schimbări.
După 1848, ca urmare a dezvoltării industriei, o nouă clasă socială își face simțită prezența pe scena politică: muncitorimea. Nemulțumită de condițiile ei de existență, aceasta a început să se organizeze, la început în sindicate și apoi în partide, pentru a dobândi drepturi economice și politice, opunându-se de multe ori intereselor burgheziei.
- Anglia era o monarhie parlamentară în care drepturile și libertățile individuale erau în mare măsură respectate.
- Franța aflată din 1814 în perioada Restaurației Bourbonilor, nu a revenit la vechea formulă absolutistă: Ludovic al XVIII-lea a domnit pe baza Chartei din 1814, ce cuprindea multe principii constituționale.
- Prusia: Influențat de experiența Revoluției franceze, Frederic Wilhelm al III-lea s-a angajat într-un amplu proces de reformare.
- Austria, în schimb, a rămas un imperiu absolutist, ce reunea multe popoare sub autoritatea dinastiei de Habsburg. În lipsa unor monarhi puternici, adevăratul conducător al Imperiului Habsburgic a fost la început de secol cancelarul Klemens Metternich Winnenburg. Acesta, prin hotărârile impuse congresului de la Viena, a încălcat principiul naționalităților, aflat în plină afirmare.
- Rusia țarului Alexandru I era o țară înapoiată și feudală, deși conducătorul său absolut se considera „salvatorul Europei".
- Europa de Sud-Est era puternic rămasă în urmă și sub controlul unui alt stat despotic, Imperiul Otoman, care, în diferite forme de dominație, stăpânea mai multe popoare: români, sârbi, greci, bulgari.

## Pozițiile critice
Congresul de la Viena a fost criticat încă din secolul al XIX-lea și până în zilele noastre pentru ignorarea tendințelor naționale și liberale și pentru impunerea unei politici reacționare sufocant pe continentul european. Congresul a fost parte integrantă a ceea ce avea să devină cunoscut ca Ordinea Conservatoare, în care libertățile și drepturile civile asociate cu Revoluția Americană și cele franceze au fost abandonate pentru atingerea în schimb a unui echilibru al puterii, a păcii și stabilității. 
Totuși, în secolul al XX-lea au existat mulți istorici care au ajuns să admire politicienii care au participat la Congres, ale căror eforturi diplomatice au împiedicat izbucnirea unui conflict major european pentru următorii aproape un secol (1815–1914). Printre aceștia s-a numărat Henry Kissinger, care  a scris despre realizările Congresului în 1954 în lucrarea sa de doctorat A World Restored. Istoricul Mark Jarrett a considerat că atât Congresul de la Vienă cât și Sistemul Congresului au marcat „adevăratul început al epocii noastre moderne”. El a afirmat că Sistemul Congresului a fost un sistem de management planificat al conflictelor și a fost prima tentativă realistă pentru crearea unei ordini internaționale bazate mai degrabă pe consens decât pe conflict. „Europa a fost gata să accepte un grad de cooperare internațională fără precedent ca răspuns la Revoluția franceză”, a scris Jarrett. Istoricul Paul Schroeder consideră că vechea formulă a ”echilibrului puterii” era în fapt puternic destabilizatoare și profund inechitabilă. El consideră că negocierile Congresului au evitat vechile formule și au stabilit în schimb reguli care au produse pentru prima oară un echilibru de durată. Congresul de la Viena a fost primul dintr-o serie de întâlniri internaționale care au fost cunoscute sub numele generic de Concertul European, care a fost o tentativă de creare a unui echilibru pașnic al puterii în Europa. Congresul a fost un model pentru organizațiile de mai târziu – Liga Națiunilor din 1919 și ONU în 1945. 
Mai înainte de începerea conferinței de pace de la Paris din 1918, Ministerul de externe britanic a publicat o istorie a Congresului de la Viena pentru instruirea delegaților săi, pentru obținerea unor înțelegeri cel puțin la fel de bune.
Pe de altă parte, principalele decizii ale Congresului au fost luate de cele patru mari puteri și numeroase alte state europene nu au putut să își afirme drepturile la Viena. Peninsula italiană a devenit cea mai bună expresie geografică a problemelor Congresului, fiind divizată în șapte părți:  Lombardia-Veneția, Modena, Neapole-Sicilia, Parma, Piedmont–Sardinia, Toscana și Statele Papale, fiecare controlată de o altă putere. Polonia a rămas împărțită între Rusia, Prusia și Austria, cu cea mai mare parte, Regatul Poloniei, plasată sub controlul țarilor. 
Aranjamentele făcute de cele patru Mari Puteri au avut ca scop găsirea unor soluții la orice dispute viitoare care să evite izbucnirea unor războaie precum cele care devastaseră continentul în ultimii 20 de ani. Deși Congresul de la Viena a salvat echilibrul puterii în Europa, nu a putut fi controlată răspândirea ideilor revoluționare pe continent care aveau să ducă după trei decenii la izbucnirea revoluțiilor de la 1848. 